# Missionnaires d'Amérique de Glenmary
Les missionnaires d'Amérique de Glenmary (en latin : Societas Missionariorum Domesticorum Americae) sont une société de vie apostolique masculine missionnaire de droit pontifical.

## Historique
En 1936, William Howard Bishop (1886-1953), prêtre catholique de l'archidiocèse de Baltimore, suscite un débat houleux dans les cercles ecclésiastiques en publiant un article dans le American Ecclesiastical Review pour dénoncer le manque de prêtres dans les zones rurales des États-Unis. Mgr John Timothy McNicholas, O.P, archevêque de Cincinnati, invite Bishop à fonder une communauté au sein de son archidiocèse. En 1939, le père Bishop fonde le nouvel institut à Cincinnati dans le but d’évangéliser les peuples non catholiques d’Amérique. Le nom de Glenmary vient de Glendale, où la maison-mère est établie depuis 1971 et de Marie, la patronne de la société sous le titre de Notre-Dame des Champs. Le père Bishop fonde également les sœurs de Glenmary en 1941. 
Le 18 juin 1947, le Saint-Siège approuve les constitutions de la société et l'institut reçoit  le décret de louange le 27 janvier 1962. 

## Activité et diffusion
Les pères de Glenmary se dédient à établir une présence catholique dans les zones rurales où l'Église catholique ne s'y trouve pas. Ils utilisent la télévision et les radios locales pour diffuser leur message.
Ils sont présents en Alabama, en Arkansas, au Kentucky, dans le Mississippi, en Oklahoma, en Virginie et en Virginie occidentale.
La maison-mère est à Cincinnati.
Au 31 décembre 2005, la société compte 1 maison et 69 membres dont 50 prêtres.